# Komet Mueller 3
Komet Mueller 3 (uradna oznaka je 136P/Mueller 3) je periodični komet z obhodno dobo okoli 8,6 let. 
Komet pripada Jupitrovi družini kometov .

## Odkritje[4]
Komet je odkrila ameriška astronomka Jean Mueller 15. septembra 1990 na Observatoriju Palomar v Kaliforniji, ZDA.